# TikGames
TikGames è una software house con sede a San Mateo, California, fondata nel 2002 da Anatoly Tikhman. L'azienda sviluppa e distribuisce videogiochi per le piattaforme PC Windows, Mac OS X, Xbox Live Arcade, PlayStation Network, Android e iOS. 

## Giochi
- ZaynMoji - iPhone, Android (2017)[2]
- DurantEmoji - iPhone, Android (2016)[3]
- Scarygirl - PlayStation Network, Xbox Live Arcade, PC (2012)
- Chucky: Wanna Play - PlayStation Network (Cancelled)
- Domino Master — Xbox Live Arcade (2008)
- Monopoly - PC (2008)
- AquaSphere — PC (2008)
- Flower Stand Tycoon — PC (2008)
- Interpol: The Trail of Dr. Chaos — PC, Mac OS X (2007), PlayStation Network, Xbox Live Arcade (2009)
- Waterscape Solitaire: American Falls — PC, Mac OS X (2007)
- Merriam Webster Spell Jam — PC (2007)
- Mahjong Tales: Ancient Wisdom — PC (2007), PlayStation Network (2009)
- Texas Hold 'em — Xbox Live Arcade (2006)
- Flower Shop: Big City Break — PC (2006)
- Wobbly Bobbly — PC (2006)
- Word Cross — PC (2006)
- Sudoku: Latin Squares — PC, Mac OS X (2006)
- Panda Craze — PC, Mobile (2005); DSiWare (2011)
- Tik's Texas Hold — PC (2005)
- Gold Fever — PC, Mobile (2005)
- Fortune Tiles — PC, Mobile (2005)
- Cinema Tycoon — PC, Mobile (2005)
- Rocks N' Rockets — PC, Mobile (2004); DSiWare (2010)
- Cue Master — PC, Mobile (2004)
- Shapo — PC (2004); DSiWare (2011)
- Caterpillar — PC, Mobile (2003)
- SquareOff — PC, Mobile (2003)
- Masks — PC (2003)